# Patricia Eyzaguirre
Patricia Eyzaguirre Talledo (Lima, 1968) es una pintora peruana cuyas obras abordan temas relacionados con el cuerpo, la abstracción, la sexualidad y lo primitivo. Su trabajo ha sido premiado y exhibido tanto en Perú como en el extranjero. En 1997, obtuvo el Primer Premio en el XII Concurso Nacional de Artistas Jóvenes. Desde entonces, ha desarrollado una carrera que incluye múltiples exposiciones individuales y colectivas en países como Portugal, Colombia, Estados Unidos, Marruecos, Brasil, México y Argentina. Su proceso creativo se caracteriza por una búsqueda constante de nuevas formas de expresión.

## Biografía

### Primeros años y formación
Entre 1986 y 1988 asistió al Taller de Pintura de Salvador Velarde. Posteriormente, cursó estudios en la Facultad de Arte de la Pontificia Universidad Católica del Perú (PUCP), donde se especializó en Pintura entre 1989 y 1995. En 1990 complementó su formación en los talleres de Cristina Gálvez.

### Carrera artística
En 1997 fue seleccionada para la III Bienal de la Escuela Nacional Superior Autónoma de Bellas Artes del Perú (ENSABAP), realizada en el Museo de la Nación. En 1999 presentó su segunda exposición individual, Olvido, en la Galería Praxis de Lima.
En 2015, participó en una exposición que reunió obras de 43 destacados artistas peruanos, como Luz Letts, Eduardo Tokeshi, José Tola, entre otros. Esta muestra, titulada 50 años de la mano con el talento, se realizó en el Centro Cultural de la PUCP y fue impulsada por la marca de útiles de oficina Faber-Castell. Dos años más tarde, en 2017, presentó su exposición individual Pinturas y dibujos, que incluyó cinco pinturas al óleo y ocho dibujos en técnica mixta sobre papel de algodón, en formatos pequeño y mediano.
En 2024, su obra fue incluida en Aniquilar la luz o hacerla, exposición colectiva dedicada a la poeta Blanca Varela. La muestra se inauguró en abril en el Centro Cultural Inca Garcilaso de la Vega de la Cancillería, bajo la curaduría de Nani Cárdenas, y reunió a artistas como Mariella Agois, Micaela Aljovín, la propia Eyzaguirre, entre otras.
Asimismo, en 2025, formó parte de Perspectivas visuales, una exposición colectiva que reunió a catorce artistas contemporáneas y tres homenajes, incluyendo a Luz Letts, Rocío Rodrigo, Anamaría McCarthy, Gladys Alvarado, entre otras.

## Características de su obra
La pintura de Eyzaguirre se distingue por su uso de técnicas mixtas sobre papel y lienzo, evitando el uso de bocetos, lo que permite una creación espontánea. Sus temas recurrentes incluyen el cuerpo, la identidad, el tiempo, lo primitivo y la sexualidad.
Una experiencia decisiva su desarrollo artístico fue su estancia durante un año y medio en Huaycán, que fue reconocido como distrito de Lima en 2021. Este entorno marcó una etapa introspectiva, en la que comenzó a retratar objetos cotidianos como envases, influida por la soledad y las condiciones del lugar. Su paleta se tornó más oscura, reflejando una conexión más íntima con su entorno.
Una parte notable de su trabajo se enfocó en piezas de pequeño formato en blanco y negro, elaboradas sobre papel. Estas obras han sido destacadas por la autora como algunas de las más satisfactorias en su producción artística.
También ha trabajado en una serie de obras centradas en papel y objetos de pequeña escala, mostrando un continuo interés por el collage como recurso expresivo.

## Premios y reconocimientos
- Primer Premio en el XII Concurso Nacional de Artistas Jóvenes de Southern Perú Corporation, ICPNA, Arequipa, 1997.
- Tercer Premio en el IV Concurso de Pintura Johnnie Walker, Museo Pedro de Osma, Lima, 1998.
- Finalista en el Concurso "Pasaporte para un Artista" de la Embajada de Francia, Lima, 1998.
- Finalista en el II y IV Concurso de Artes Plásticas del Patronato de Telefónica, Lima, 1998 y 2000 respectivamente.[1][12]

## Exposiciones
- Pinturas y Dibujos, Galería Yvonne Sanguineti, Lima, 2017.
- Paisaje Onírico, Galería Yvonne Sanguineti, Lima, 2012.
- Pinturas y Objetos, Galería Artco, Lima, 2005.
- Olvido, Galería Praxis, Lima, 1999.[1][12]